# Sh2-141
Sh2-141 est une petite nébuleuse en émission visible dans la constellation de Céphée.
Elle est située dans la partie centre-sud de la constellation, le long de la ligne joignant les étoiles ζ Cephei et ι Cephei. La période la plus appropriée pour son observation dans le ciel du soir tombe entre les mois de juillet et décembre et elle est considérablement facilitée pour les observateurs situés dans les régions de l'hémisphère boréal, où elle se produit circumpolaire jusqu'aux régions tempérées chaudes.
Sh2-141 est une nébuleuse relativement peu étudiée et est probablement située sur le bras du Cygne, à environ 6 700 pc (∼21 900 al) au moins. Dans sa direction, trois sources de rayonnement infrarouge ont été observées, identifiées par l'IRAS et regroupées dans un système compact plus une source radio, cataloguée KR 57. Ces indices suggèrent que des phénomènes de formation d'étoiles sont actifs à l'intérieur.